# Marquesado de Franquesas
El marquesado de Franquesas es un título nobiliario español concedido el 31 de diciembre de 1913 por el rey Alfonso XIII a Juan Sampera y Torras, en reconocimiento a los beneficios dispensados al pueblo de Las Franquesas del Vallés, en la provincia de Barcelona.
Este título fue rehabilitado el 28 de noviembre de 1961 por el jefe de Estado Francisco Franco en favor de Pedro Alier y Sampera.

## Marqueses de Franquesas
|                                     | Titular                   | Periodo                   |
| Creación por Alfonso XIII           | Creación por Alfonso XIII | Creación por Alfonso XIII |
| ----------------------------------- | ------------------------- | ------------------------- |
| I                                   | Juan Sampera y Torras     | 1913-1914                 |
| II                                  | Juan Sampera Rodés        | 1914-¿?                   |
| Rehabilitación por Francisco Franco |                           |                           |
| III                                 | Pedro Alier y Sampera     | 1963-2001                 |
| IV                                  | Pedro Alier y Gasull      | 2001-hoy                  |

## Historia de los marqueses de Franquesas
- Juan Sampera y Torras, I marqués de Franquesas.[3]

El 6 de noviembre de 1914 le sucedió su hijo:
- Juan Sampera Rodés, II marqués de Franquesas.[3]

El 22 de marzo de 1963, previo decreto de rehabilitación del 16 de noviembre de 1961 (BOE del día 28 del mes), le sucedió su sobrino:
- Pedro Alier y Sampera, II marqués de Franquesas.[3]

Casó el 16 de junio de 1932, en Reus, con Misericordia Gasull Vilella. El 26 de marzo de 2001, previa orden del 19 de febrero para que se expida la correspondiente carta de sucesión (BOE del 13 de marzo), le sucedió su hijo:
- Pedro Alier y Gasull (n. Barcelona, 6 de julio de 1933), III marqués de Franquesas, presidente del Consejo de Administración de Alier.[2][3]

Casó con Isabel Ribot y Giménez.